# Cosmologia buddista
La cosmologia buddista  è la descrizione della forma e dell'evoluzione dell'Universo secondo i commentari Buddisti e le Tripitaka.

La pianta del complesso del tempio di Borobudur a Giava, che rispecchia il modello di universo della cosmologia buddista per la sua forma di mandala, con i suoi tre regni o livelli ascendenti:
- Kama-Dhatu (il Regno del Desiderio),
- Rupa-Dhatu (il Regno della Forma),
- e infine al centro Arupa-Dhatu (il Regno dell'Assenza di forma), che è il punto più alto simboleggiante la Buddità.

## Introduzione
L'auto-consistenza della cosmologia Buddista per come è presentata sia nell'Abhidhamma Piṭaka che nelle tradizioni Theravāda e Mahāyāna  è il prodotto finale di un'analisi e unificazione dei commenti relativi alla cosmologia descritti nei sūtra Buddisti e nelle tradizioni vinaya. Nessun singolo sūtra descrive da solo l'intera struttura dell'universo. Comunque, in diversi sūtra, il Buddha descrive altri mondi ed il loro stato di esistenza, mentre in altri sūtra descrive l'origine e la distruzione dell'universo. La sintesi di questi dati in un singolo sistema comprensivo ha avuto luogo agli inizi della storia del Buddismo, così come descritto nella tradizione Pāli Vibhajyavāda (oggi rappresentati dalla tradizione Theravāda) differiscono in qualche piccola nomenclatura con la tradizione Sarvāstivāda che è preservata dal Buddismo Mahāyāna.
L'immagine del mondo descritta nella cosmologia Buddista non deve essere presa come una letterale descrizione della forma dell'universo in quanto è inconsistente e non può essere fatto consistente attraverso i dati astronomici che, tra l'altro, erano già conosciuti nell'India antica.
Comunque non deve essere inteso come una descrizione attraverso la percezione ordinaria e limitata dell'uomo ma attraverso “l'occhio divino” rischiarato di un Buddha o un Arhat che ha coltivato questa facoltà può percepire gli altri mondi e gli esseri che compaiono (nascono) e scompaiono (muoiono) al loro interno e possono dire anche da quale altra condizione di nascita provengono e in quale condizione rinasceranno. La cosmologia è stata anche interpretata in senso simbolico o allegorico.
La cosmologia Buddista può essere divisa in due tipi correlati: la cosmologia spaziale, che descrive la disposizione dei vari mondi all'interno dell'universo e la cosmologia temporale che descrive come questi mondi vengono in esistenza e come cesseranno di esistere.

## Cosmologia spaziale
La cosmologia spaziale può anche essere divisa in due rami. La “verticale” (cakravāḍa) descrive la disposizione dei mondi in uno schema verticale dove in alcuni c'è uno stato di esistenza più elevato ed in altri più basso. D'altronde nella cosmologia “orizzontale” (sahastra) descrive e raggruppa questi mondi verticali in gruppi di migliaia, milioni o miliardi.

### Cosmologia verticale
Nella cosmologia verticale, l'universo è composto da molti mondi (lokāḥ)  che si potrebbero chiamare «piani di esistenza» posti uno sopra l'altro a vari livelli. Ogni mondo corrisponde ad uno stato mentale o ad uno stato di esistenza. Un mondo non è comunque in una locazione necessariamente fisica in quanto è sostenuto dal karma dei suoi abitanti e se tutti dovessero morire o sparire anche il mondo seguirebbe la stessa fine. Allo stesso modo un mondo viene in esistenza quando il primo essere è nato in esso.  La separazione fisica non è così importante come la differenza di stato mentale, gli esseri umani e gli animali, anche se in parte condividono gli stessi ambienti fisici, ancora appartengono a mondi diversi, perché la loro mente percepisce e reagisce agli stessi ambienti in modo diverso.
La cosmologia verticale è divisa in 31 piani di esistenza, ed il piano terrestre (sahā) in tre regni, o dhatu, ciascuno corrispondente ad un diverso tipo di mentalità. Questi tre (Tridhātu) sono Ārūpyadhātu, il Rūpadhātu, ed il Kāmadhātu. Quest'ultimo comprende i "cinque o sei regni". In alcuni casi tutti gli esseri nati nel Ārūpyadhātu e il Rūpadhātu sono informalmente classificati come "dei" o "divinità" (Deva o devah), insieme con gli dei del Kāmadhātu, nonostante il fatto che le divinità del Kāmadhātu differiscono più da quelle dell' Ārūpyadhātu di quanto non facciano con gli esseri umani. È da intendersi che deva è un termine impreciso e si riferisce ad un essere vivente in uno stato più longevo e generalmente più felice degli esseri umani. La maggior parte di loro non sono "dei", nel senso comune del termine, hanno poca o nessuna correlazione con il mondo umano e raramente interagiscono con esso, solo i livelli più bassi di divinità del Kāmadhātu corrispondono agli dèi descritti in molte religioni politeiste.
Il termine  "Brahma" è usato sia come nome che come termine generico per uno dei deva superiori. Nel suo senso più ampio, si può fare riferimento ad uno qualsiasi degli abitanti dell' Ārūpyadhātu e Rūpadhātu. In più sensi limitati, si può fare riferimento a un abitante di uno dei nove mondi inferiori del Rūpadhātu, o in senso stretto, ai tre mondi più bassi del Rūpadhātu. Un gran numero di deva utilizzano il nome "Brahma", ad esempio Sahampati Brahma, Brahma Sanatkumara, Baka Brahma, ecc. Non è sempre chiaro quale sia il mondo a cui appartengono, anche se deve essere sempre uno dei mondi del Rūpadhātu sotto i mondi Śuddhāvāsa.

#### Il Reame dei Senzaforma (Ārūpyadhātu)
L'Ārūpyadhātu (sanscrito) o Arūpaloka (pali) (Tib: gzugs med khams pa'i) o "regno dei senza forma" non avrebbe posto in una cosmologia puramente fisica, in quanto nessuno degli esseri che la abitano ha una forma o posizione, e di conseguenza, anche il loro regno non ha nessuna posizione. Questo regno appartiene a quei deva che hanno raggiunto e sono rimasti nei Quattro Assorbimenti Senzaforma (catuḥ-Samapatti), dell'arūpadhyānas in una vita precedente, e ora gode i frutti (vipaka) del buon karma di tale realizzazione. I Bodhisattva, tuttavia, non sono mai nati nell' Ārūpyadhātu anche quando hanno raggiunto le arūpadhyāna.
Ci sono quattro tipi di deva Ārūpyadhātu, corrispondenti ai quattro tipi di arūpadhyāna:
- (Naivasaṃjñānāsaṃjñāyatana) o Nevasaññānāsaññāyatana (Tib: 'du shes med' du shes med min) "Sfera di né percezione né non-percezione". In questo ambito gli esseri senza forma sono andati al di là di una mera negazione della percezione e hanno raggiunto uno stato liminale in cui non sono impegnati in nessuna "percezione" (samjna | Asaṃjñā), ed è la particolarità di questo stato di esistenza, ma non sono del tutto inconsci. Questa è stata la sfera ricercata da Udraka Ramaputra (Pali: Uddaka Ramaputta), il secondo dei due insegnanti di Buddha, che lo ha ritenuto l'equivalente dell'illuminazione.
- (Ākiṃcanyāyatana) o Ākiñcaññāyatana (Tib: ci yang med) "Sfera del Nulla" (letteralmente "manca qualcosa"). In questo ambito gli esseri informi si soffermano a contemplare il pensiero che "non c'è nulla". Questo è considerato una forma di percezione, anche se molto sottile. Questa è stata la sfera ricercata da Arada Kalama (Pali:Alara Kalama), il primo dei due insegnanti del Buddha, che egli considerava l'equivalente dell'illuminazione.
- Vijñānānantyāyatana o Viññāṇānañcāyatana o più comunemente la forma contratta Viññāṇañcāyatana (Tib: rnam shes mtha 'yas) "Sfera della Coscienza Infinita". In questo ambito gli esseri informi si soffermano a meditare sulla loro coscienza (Vijnana) come infinitamente pervasiva.
- Ākāśānantyāyatana o Ākāsānañcāyatana (Tib: nam mkha 'mtha' yas) "sfera dello spazio infinito". In questo ambito gli esseri informi si soffermano a meditare sullo spazio o estensione (Akasa) come infinitamente pervasiva.

#### Il Reame della Forma (Rūpadhātu)
Il Rūpadhātu (pali: Rūpaloka; tib: gzugs kyi khams) o "Reame della Forma" (rupa) è, come dice il nome, il primo dei regni fisici, e i suoi abitanti hanno tutti una forma organica di una specie ed hanno una posizione fisica, anche se questi corpi sono composti da una sostanza sottile, che è di per sé invisibile agli abitanti del Kāmadhātu. Secondo il Sutta Janavasabha, quando un brahma (un essere dal Brahma-mondo del Rūpadhātu) desidera visitare un deva del (Trayastrimsa) nel paradiso (nel Kāmadhātu), deve assumere una "forma più grossolana "per essere a loro visibile. Ci sono 17-22 Rūpadhātu nei testi buddisti, ma comunemente si pensa che siano 18.
Gli esseri del reame della Forma non sono soggetti agli estremi del piacere e del dolore, o guidati dal desiderio per il piacere dei sensi, come invece sono gli esseri del Kāmadhātu. I corpi degli esseri del reame della forma non hanno distinzioni sessuali.
Come gli esseri dell' Ārūpyadhātu, gli abitanti del Rūpadhātu hanno menti corrispondenti ai Dhyana (Pali:Jhana). Nel loro caso sono i quattro Dhyana inferiori o rūpadhyāna. Tuttavia, anche se gli esseri del Rūpadhātu possono essere divisi in quattro gradi di massima corrispondenti a questi quattro Dhyana, ciascuno di essi è diviso in gradi ulteriori, tre per ciascuna delle quattro Dhyana e cinque per i deva Śuddhāvāsa, per un totale di diciassette gradi (la tradizione Theravāda conta un grado in meno nella massima dhyāna per un totale di sedici).
Fisicamente, il Rūpadhātu consiste in una serie di piani impilati uno sopra l'altro, ognuno è di dimensioni di metà inferiori rispetto a quello superiore. In parte, ciò riflette il fatto che i deva sono anche pensati come fisicamente più grandi sui piani superiori. I piani più alti sono anche più ampi in estensione rispetto a quelli più in basso. L'altezza di questi piani è espresso in yojana, una misura di lunghezza molto incerta, ma spesso preso per essere circa 4.000 volte l'altezza di un uomo, e così circa un yojana corrisponde a 4,54 miglia (7,31 km) o 7,32 km.

##### Pure Dimore
I mondi del Śuddhāvāsa (Pali:Suddhāvāsa; Tib: gnas gtsang ma), o "dimore pure", sono distinte dagli altri mondi del Rūpadhātu in quanto non possono nascere glì esseri tramite i meriti ordinari o tramite conquiste meditative, ma possono nascere solo gli Anāgāmi detti ("coloro che non ritornano") che sono già sulla strada degli Arhat e che raggiungeranno l'illuminazione direttamente dai mondi del Śuddhāvāsa senza dover rinascere in un piano inferiore (gli Anāgāmi che non nascono qui possono nascere anche in piani inferiori). Ogni deva Śuddhāvāsa è quindi un protettore del Buddismo. (Brahma Sahampati, che ha fatto appello di insegnare agli umani al nuovo illuminato Buddha è stato a sua volta un anagami di un precedente Buddha).Perché un deva dei mondi del Śuddhāvāsa non potrà mai rinascere al di fuori del mondo Śuddhāvāsa e nessun Bodhisattva è mai nato in questi mondi, infatti come Bodhisattva deve infine rinascere come un essere umano.
Dal momento che questi deva aumentano esclusivamente dai piani più bassi a causa dell'insegnamento di un Buddha, è possibile che possa rimanere vuoto per periodi molto lunghi se non nasce un Buddha. Tuttavia, a differenza dei mondi inferiori, i mondi Śuddhāvāsa non vengono mai distrutti da catastrofi naturali. I deva Śuddhāvāsa prevedono la venuta di un Buddha e, prendendo le sembianze di bramini, rivelano agli esseri umani i segni con cui un Buddha può essere riconosciuto. Questi deva assicurano inoltre che in un Bodhisattva, nella sua ultima vita, si vedranno i quattro segni che porteranno alla sua rinuncia.
I cinque mondi Śuddhāvāsa sono:
- Akanistha o Akaniṭṭha - Mondo dei deva "di pari rango " (letteralmente: non avere nessuno come il più giovane). È Il più alto di tutti i mondi Rūpadhātu e viene spesso usato per riferirsi alla massima estremità dell'universo. Il corrente Sakra o Sakka rinascerà lì. La durata della vita in Akanistha è di 16.000 kalpa (tradizione Vibhajyavāda). Mahesvara (da non confondere con il dio indù Shiva) è il sovrano dei tre regni del saṃsāra e si dice che abiti qui. L'altezza di questo mondo è 167.772.160 yojana dalla Terra (circa la distanza di Saturno dalla Terra)
- Sudarsana o Sudassī - I deva di "chiara visione" vivono in un mondo con rapporti amichevoli e simili al mondo Akanistha. L'altezza di questo mondo è 83.886.080 yojana più grande della Terra (circa la distanza di Giove dalla Terra).
- Sudṛśa or Sudassa – Il mondo dei "bellissimi" deva si dice di essere il luogo di rinascita per cinque tipi di anāgāmi. L'altezza di questo mondo è 41.943.040 yojana più grande della Terra.
- Atapa o Atappa - Il mondo dei deva "spensierati", la cui società è desiderata da quelli di esistenza inferiore. L'altezza di questo mondo è 20.971.520 yojana più grande della Terra. (Circa la distanza del Sole dalla Terra)
- Avṛha or Aviha – Il mondo dei deva "non cadenti" , forse la destinazione più comune di rinascita per gli Anāgāmi. Molti raggiungono lo stato di arahat direttamente in questo mondo, che dopo aver raggiunto il pieno sviluppo rinascono sequenzialmente nei mondi superiori delle Pure Dimore fino a quando rinascono nell'ultimo mondo Akanistha per poi di là estinguersi. Questi sono chiamati in pali uddhaṃsotas, "quelli il cui flusso va verso l'alto". La durata della vita in Avṛha è di 1.000 kalpa (tradizione Vibhajyavāda). L'altezza di questo mondo è 10.485.760 yojana più grande della Terra.

##### I Mondi di Bṛhatphala
Lo stato mentale dei deva dei mondi Bṛhatphala corrisponde al quarto dhyāna, ed è caratterizzata da equanimità (upeksa). I mondi Bṛhatphala costituiscono il limite superiore alla distruzione dell'universo dal vento alla fine di un mahākalpa (vedi cosmologia temporale qui sotto), vale a dire che sono risparmiati da tale distruzione.
- Asaññasatta (sanscrito:Asaṃjñasattva) (tradizione solo Vibhajyavāda) - detti "esseri inconsapevoli", sono quei deva che hanno raggiunto un alto dhyāna (simile a quello del Regno senza forma), e che, intendendo evitare i pericoli della percezione, hanno raggiunto uno stato di non-percezione nel quale rimangono per un certo tempo. Dopo un po', però, la percezione torna di nuovo e cadono in uno stato inferiore.
- Bṛhatphala o Vehapphala (Tib: 'bras bu Che) - Deva che  "hanno grandi frutti". La loro durata di vita è di 500 mahākalpa. (Tradizione Vibhajyavāda). Alcuni Anāgāmi sono rinati qui. L'altezza di questo mondo è 5.242.880 yojana più grandi della Terra. (Circa la distanza di Venere dalla Terra)
- Puṇyaprasava (tradizione solo Sarvastivada; Tib: bsod nams skyes) - Il mondo dei deva che sono i "figli del merito". L'altezza di questo mondo è 2.621.440 yojana più grande della Terra.
- Anabhraka (tradizione Sarvastivada solo; Tib: sprin med) - Il mondo dei deva"senza nuvole" . L'altezza di questo mondo è 1.310.720 yojana più grande della Terra.

##### I mondi Śubhakṛtsna
Lo stato mentale dei deva dei mondi Śubhakṛtsna corrispondono al terzo dhyāna, ed è caratterizzato da una gioia tranquilla (sukha). Questi deva hanno corpi che irradiano una luce fissa.I mondi Śubhakṛtsna costituiscono il limite superiore alla distruzione dell'universo dall'acqua alla fine di un mahākalpa (vedi temporale cosmologia di seguito),vale a dire che sono risparmiati da tale distruzione.
- Śubhakṛtsna o Subhakiṇṇa/Subhakiṇha (Tib: dge rgyas) - Il mondo dei deva di "bellezza totale". La loro durata di vita è di 64 mahākalpa (alcune fonti: 4 mahākalpa) secondo la tradizione Vibhajyavāda. 64 mahākalpa è l'intervallo tra le distruzioni dell'universo causate dal vento che distruggeranno anche questi mondi Śubhakṛtsna. L'altezza di questo mondo è 655.360 yojana più grandi della Terra.
- Apramāṇaśubha o Appamāṇasubha (Tib: tshad med dge) –  Il mondo dei deva di "bellezza senza limiti". La loro durata di vita è di 32 mahākalpa (tradizione Vibhajyavāda). Questi deva possiedono "la fede, la virtù, l'apprendimento, la generosità e la saggezza". L'altezza di questo mondo è 327.680 yojana più grande della Terra.
- Parīttaśubha o Parittasubha (Tib: dge chung) – Il mondo dei deva di "bellezza limitata". La loro durata di vita è di 16 mahākalpa. L'altezza di questo mondo è 163.840 yojana più grande della Terra.

##### I mondi Ābhāsvara
Lo stato mentale dei deva dei mondi dell'Ābhāsvara corrisponde al secondo dhyāna, ed è caratterizzata dalla delizia (Priti), così come dalla gioia (sukha), i deva dell'Ābhāsvara si dice che gridino ad alta voce la loro gioia, dicendo aho sukham! ("Oh gioia!"). Questi deva hanno dei corpi che emettono raggi di luce lampeggianti come un fulmine. Si dice che abbiano organismi simili (tra di loro), ma percezioni diverse.
I mondi dell'Ābhāsvara formano il limite superiore per la distruzione dell'universo dal fuoco alla fine di un mahākalpa (vedi cosmologia temporale sotto), che vuol dire che saranno risparmiati da tale distruzione. Dopo la distruzione dei mondi dell'Ābhāsvara, che avverrà in ogni caso all'inizio del vivartakalpa, questi saranno i primi mondi ad esseri popolati dagli esseri che rinasceranno dopo la distruzione totale dell'universo.
- Ābhāsvara o Ābhassara (Tib:od gsal) - Il mondo dei deva dal  "possente splendore". La durata di vita del deva dell'Ābhāsvara è di 8 mahākalpa (altri: 2 mahākalpa). Otto mahākalpa è l'intervallo tra le distruzioni dell'universo causate dall'acqua, che comprende anche i mondi dell'Ābhāsvara. L'altezza di questo mondo è 81.920 yojana più grande della Terra.
- Apramāṇābha o Appamāṇābha (Tib:tshad med 'od) - Il mondo dei deva di "Luce Infinita" , un concetto sul quale loro meditano. La loro durata è di 4 mahākalpa. L'altezza di questo mondo è 40.960 più grande della Terra.
- Parīttābha o Parittābha (Tib:od chung) - Il mondo dei deva di "luce limitata". La loro durata è di 2 mahākalpa. L'altezza di questo mondo è 20.480 yojana più grande della Terra.

##### I Mondi di Brahmā
Lo stato mentale dei deva dei mondi di Brahma corrisponde al primo dhyāna, ed è caratterizzato da osservazione (vitarka),riflessione (Vicara), delizia (Priti) e la gioia (sukha).I mondi Brahma, insieme con gli altri mondi inferiori dell'universo, sono distrutti da un incendio alla fine di un mahākalpa (vedi la cosmologia temporale di seguito).
- Mahābrahmā (Tib:tshangs pa chen po) - il mondo del "grande Brahma" è ritenuto da molti come il creatore del mondo, e avendo come suoi titoli "Brahma, Brahma il Grande, il Conquistatore, l'Inconquistato, Colui che tutto vede, l'Onnipotente, il Signore, il Costruttore e il Creatore, il Sovrano, il Designatore e Ordinatore, Padre di tutti quelli che sono stati, sono e saranno. "Secondo il Sutta Brahmajāla (DN.1), un Mahābrahmā è un essere del mondo Ābhāsvara che cade in un mondo inferiore per esaurimento dei suoi meriti e rinasce solo nel mondo-Brahma dimenticando la sua precedente esistenza, egli si immagina di essere venuto in esistenza senza causa. Si noti che anche una divinità di alto livello non è intrinsecamente a conoscenza dei mondi superiori al suo. Mahābrahmā è alto 1 1⁄2 yojana. La sua durata di vita è detta di essere di 1 kalpa (Vibhajyavāda tradizione) o lunga 1 1⁄2 di kalpa (tradizione Sarvastivada), anche se sembrerebbe che potrebbe essere non più di 3⁄4 di un mahākalpa, vale a dire, tutte le mahākalpa fatta eccezione per il Saṃvartasthāyikalpa, perché questa è la lunghezza totale di tempo tra la ricostruzione del mondo inferiore e la sua distruzione. Non è chiaro quale periodo di tempo "kalpa" ci si riferisca in questo caso. L'altezza di questo mondo è 10.240 yojana più grande della Terra.
- Brahmapurohita (Tib: tshangs 'khor) - I "ministri di Brahma" sono esseri che sono anche originario del mondo Ābhāsvara e che nascono come compagni di Mahābrahmā dopo aver trascorso un po' di tempo da soli. Dal momento che si presentano dopo che Mahābrahmā ha espresso il desiderio di avere compagnia, Mahābrahmā stesso crede di essere il loro creatore, e allo stesso modo loro credono che lui sia il loro creatore e signore, considerando che era già là al momento della loro apparizione. Sono alti 1 yojana e la loro durata di vita si dice che sia di 1 kalpa (Vibhajyavāda tradizione) o lunga 1 1⁄2 di kalpa (tradizione Sarvastivada). Se succede che alla loro morte poi rinasconoin un mondo inferiore, venendo a recuperare una parte della loro ultima esistenza, insegnano la dottrina di Brahma come creatore come una verità rivelata. L'altezza di questo mondo è 5120 yojana più grande della Terra.
- Brahmapāriṣadya o Brahmapārisajja (Tib: tshangs ris) - i "Consiglieri di Brahma" o i deva "appartenenti al gruppo di Brahma" sono anche chiamati Brahmakāyika, ma questo nome può essere utilizzato per qualsiasi degli abitanti del mondi di Brahma. Sono alti una mezza yojana di altezza e la loro durata di vita è variamente detta di essere 1⁄3 di un kalpa (tradizione Vibhajyavāda) o 1⁄2 di un kalpa (tradizione Sarvastivada). L'altezza di questo mondo è 2560 yojana più grande della Terra.

#### Il Regno del Desiderio (Kāmadhātu)
Gli esseri nati nel Kāmadhātu (pali: Kamaloka; tib.: 'dod pa'i khams) si differenziano per grado di felicità, ma sono tutti, ad eccezione degli arahat e del Buddha, sotto il dominio di Māra e sono vincolati dal desiderio sensuale (kāma), che li induce alla sofferenza.

##### Paradisi
I seguenti quattro mondi sono piani della grandezza di 80.000 yojana e fluttuano in aria sopra la cima del monte Sumeru. Anche se tutti i mondi abitati dai deva (vale a dire, tutti i mondi sotto il mondo Cāturmahārājikakāyika e, talvolta, anche gli Asura) sono a volte chiamati "cieli" nel senso occidentale del termine, ma il termine si applica meglio per i quattro mondi di seguito elencati:
- Parinirmita-vaśavartin o Paranimmita-vasavatti (Tib: gzhan 'phrul dbang byed) - Il paradiso del deva "con potere sulle creazioni altrui". Questi deva non creano forme piacevoli che essi desiderano per sé stessi, ma i loro desideri sono soddisfatti dagli atti di altri deva che desiderano qualcosa per il loro favore. Il principe di questo mondo è chiamato Vaśavartin (Pali: Vasavatti), che ha una vita più lunga, più bellezza, più potenza, più felicità e più delizia degli oggetti dei sensi rispetto agli altri deva del suo mondo. Questo mondo è anche la sede del devaputra (essendo di razza divina) chiamato Mara, che si sforza di mantenere tutti gli esseri del Kāmadhātu nella morsa dei piaceri sensuali. Mara è talvolta chiamato anche Vaśavartin, ma in generale questi due abitanti di questo mondo sono distinti. Gli esseri di questo mondo sono 4,500 piedi (1,400 m) di altezza e vivono per 9.216 milioni di anni (tradizione Sarvastivada). L'altezza di questo mondo è 1280 yojana più grande della Terra.
- Nirmāṇarati o Nimmānaratī (Tib:phrul dga) - Il mondo dei deva "che si deliziano con le loro creazioni". I deva di questo mondo sono in grado di creare qualsiasi cosa per compiacere se stessi. Il signore di questo mondo è chiamato Sunirmita (Pāli Sunimmita), sua moglie è la rinascita di Visakha, ex capo dei Upāsaka/Upāsikās (devota laica femminile) del Buddha. Gli esseri di questo mondo sono 3,750piedi (1,140 m) di altezza e vivono per 2.304 milioni di anni (tradizione Sarvastivada). L'altezza di questo mondo è di 640 più grande della Terra.
- Tusita o Tusita (Tib: dga 'ldan) - Il mondo dei deva "gioiosi" . Questo mondo è meglio conosciuto per essere il mondo in cui vive un Bodhisattva prima di essere rinato nel mondo degli esseri umani. Fino a qualche migliaio di anni fa, il Bodhisattva di questo mondo era Svetaketu (Pali: Setaketu), che rinacque come Siddharta, che sarebbe diventato il Buddha Sakyamuni. Da allora il Bodhisattva è stato Natha (o Nāthadeva) che dovrà rinascere come Ajita e diventerà il Buddha Maitreya (Pali Metteyya). Mentre questo Bodhisattva è il primo degli abitanti in Tusita, il principe di questo mondo è un altro deva chiamato Santuṣita (Pali: Santusita). Gli esseri di questo mondo sono 3,000 piedi  (910 m) di altezza e vivono per 576 milioni di anni (tradizione Sarvastivada). L'altezza di questo mondo è di 320 yojana più grande della Terra.
- Yama (Tib: 'thab bral) - A volte chiamato il "cielo senza combattimenti", perché è il più basso dei cieli che sono fisicamente separati dai tumulti del mondo terreno. Questi deva vivono nell'aria, privi di tutte le difficoltà. Il suo re è il deva Suyama che secondo alcuni sua moglie è la rinascita di Sirima, una cortigiana di Rājagṛha nel tempo del Buddha, che era stata generosa con i monaci. Gli esseri di questo mondo sono 2,250 piedi (690 m) di altezza e vivono per 144 milioni di anni (tradizione Sarvastivada). L'altezza di questo mondo è di 160 yojana più grande della Terra.

##### I mondi di Sumeru
Il mondo-montagna Sumeru è un immenso picco di forma strana che si pone al centro del mondo, e attorno al quale il Sole e la Luna ruotano. La sua base è riposta in un vasto oceano, ed è circondato da anelli di diverse catene montuose minori e dagli oceani. I tre mondi, di seguito elencati, sono tutti situati sopra o intorno a Sumeru:I deva Trāyastriṃśa vivono sul suo apice, i deva Cāturmahārājikakāyika vivono sulle sue pendici, e gli Asura vivono nel mare alla sua base. Sumeru, con i suoi oceani e le montagne circostanti, sono la casa non solo di queste divinità, ma anche di vaste assemblee di esseri della mitologia popolare, che solo raramente visitano il mondo umano.
- Trāyastriṃśa o Tavatims (Tib: somma cu rtsa gsum pa) - Il mondo "dei Trentatré (deva)" è un ampio spazio piatto sulla cima del monte Sumeru, piena di giardini e palazzi dei deva. Il suo re è Sakra Devanam Indra, "Sakra, signore dei deva". Oltre ai soprannominati Trentatré deva, molti altri deva ed esseri soprannaturali abitano qui e tra gli addetti dei deva ci sono molti Apsaras (ninfe). Gli esseri di questo mondo sono 1,500 piedi (460 m) di altezza e vivono per 36 milioni di anni (tradizione Sarvastivada) o 3/4 di un yojana circa e in tempo reale per 30 milioni di anni (tradizione Vibhajyavāda). L'altezza di questo mondo è di 80 yojana più grande della Terra.
- Cāturmahārājikakāyika o Cātummahārājika (Tib: rgyal chen bzhi) - Il mondo "dei Quattro Grandi Re" si trova nella parte inferiore alle pendici del Monte Sumeru, anche se alcuni dei suoi abitanti vivono in aria intorno alla montagna. I suoi governanti sono i quattro Grandi Re di nome, Virudhaka, Dritarastra, Virupaksa, e il loro capo Vaiśravaṇa. I deva che guidano il Sole e la Luna sono considerati parte di questo mondo, così come i cortei dei quattro re, composto da Kumbhāṇḍas (nani), Gandharva (fate), Naga (mitologia) Naga (draghi) e yakṣa (folletti). Gli esseri di questo mondo sono 750 piedi (230 m) di altezza e vivono per 9.000.000 anni (tradizione Sarvastivada) o 90.000 anni (tradizione Vibhajyavāda). L'altezza di questo mondo è, al livello del mare, fino a 40 yojana più grande della Terra.
- Asura (tib: lha ma yin) - Il mondo degli Asura è lo spazio ai piedi del monte Sumeru, gran parte del quale è un profondo oceano. Non è la casa originale Asura ', ma il luogo in cui si sono trovati dopo essere stati scagliati, ubriachi, da Trayastrimsa dove avevano vissuto in precedenza. Gli Asura sono sempre in lotta per riconquistare il loro regno perduto sulla cima del monte Sumeru, ma non sono in grado di rompere la guardia dei Quattro Grandi Re. Gli Asura sono divisi in molti gruppi, e non hanno un solo re, ma tra i loro leader più famosi ci sono Vemacitrin (Pali:Vepacitti) e Rahu.

##### I Regni Terrestri
- Manuṣyaloka (Tib: mi) - Questo è il mondo degli uomini ed esseri come gli umani che vivono sulla superficie della terra. Attorno agli anelli che sono attorno a Sumeru c'è un vasto oceano, che riempie la maggior parte del mondo. L'oceano è a sua volta circondato da una parete della montagna circolare chiamato Cakravāḍa (Pali: Cakkavāḷa), che segna il limite orizzontale del mondo. In questo oceano ci sono quattro continenti che sono, relativamente parlando, piccole isole in esso. A causa dell'immensità dell'oceano, non può essere raggiunta una sponda all'altra da velieri ordinari, anche se in passato, quando governava il re Cakravartin, la comunicazione tra i continenti era possibile per mezzo del tesoro chiamato cakraratna (Pāli cakkaratana) che un cakravartin e il suo seguito potevano usare per volare attraverso l'aria tra i continenti.

I quattro continenti sono:
- - Jambudvipa o Jambudīpa è situato nella parte sud ed è la dimora degli esseri umani comuni. Si dice che sia a forma simile a "un carrello", o meglio un naso smussato a triangolo con la punta rivolta verso sud. (Questa descrizione probabilmente riprende la forma della linea costiera del sud dell'India.) È 10.000 yojana di estensione (tradizione Vibhajyavāda) o ha un perimetro di 6.000 yojana (tradizione Sarvastivada) a cui si possono aggiungere la costa meridionale della frazione di soli 3 lunghezze yojana '. Il continente prende il nome da un gigantesco albero di Jambu (Syzygium cumini), che è alto 100 yojana e cresce nel mezzo del continente. Ogni continente ha uno di questi alberi giganti. Tutti i Buddha appaiono in Jambudvipa. Le persone qui sono da cinque a sei metri di altezza e la loro durata di vita varia tra gli 80.000 e 10 anni.
  - Purvavideha o Pubbavideha si trova a est, e ha la forma di un semicerchio con la parte piatta rivolta verso ovest (cioè verso Sumeru).È di 7.000 yojana di estensione (tradizione Vibhajyavāda) o ha un perimetro di 6.350 yojana di cui il lato piatto è lungo 2.000 yojana  (tradizione Sarvastivada). Il suo albero è l'acacia. Le persone qui sono circa 12 piedi (3.7 m) alte e vivono per 250 anni.
  - Aparagodānīya o Aparagoyāna è situato nella parte ovest, e ha la forma di un cerchio con una circonferenza di circa 7.500 yojana (tradizione Sarvastivada). L'albero di questo continente è un gigantesco albero Kadamba. Gli abitanti umani di questo continente non vivono in case, ma dormono per terra. Sono circa (7.3 m) alti e vivono per 500 anni.
  - Uttarakuru si trova a nord, e ha la forma di un quadrato. Ha una perimetro di 8.000 yojana, misurando 2.000 yojana su ogni lato. L'albero questo continente si chiama kalpavṛkṣa (Pali: kapparukkha) o albero-kalpa, perché dura per un intero kalpa. Gli abitanti di Uttarakuru si dice che siano straordinariamente ricchi. Non hanno bisogno di lavorare per vivere perché il loro cibo cresce da solo, e non hanno la proprietà privata. Hanno città costruite in aria. Sono alti circa 48 piedi (15 m) e vivono per 1000 anni, e sono sotto la protezione di Vaiśravaṇa.
- Tiryagyoni-loka o Tiracchāna-yoni (Tib: dud 'gro) - Questo mondo è composto da tutti i membri del regno animale che sono in grado di sentire dolore, indipendentemente dalle dimensioni.
- Preta loka o Petaloka (Tib: yi dwags) - I preta, o "fantasmi affamati", sono per lo più abitanti della terra, anche se a causa del loro stato mentale lo percepiscono in modo molto diverso dagli esseri umani. Vivono per la maggior parte nel deserto ed in luoghi desolati.

##### Inferni (Naraka)
Naraka o Niraya (Tib: dmyal ba) è il nome dato a uno dei mondi di maggiore sofferenza, di solito tradotto come "inferno" o "purgatorio" . Come per gli altri regni, un essere nasce in uno di questi mondi a causa del suo karma, e vi risiede per un periodo limitato di tempo fino a quando il suo karma non abbia raggiunto il suo pieno risultato, dopo di che rinascerà in uno dei mondi superiori, come il risultato di un karma precedente che non aveva ancora maturato. La mentalità di un essere negli inferni corrisponde a quegli stati di estrema paura e di impotente angoscia negli esseri umani.
Fisicamente, Naraka è pensato come una serie di livelli che si estendono sotto Jambudvipa nella terra. Ci sono diversi schemi per il conteggio dei vari Naraka e l'enumerazione dei loro tormenti. Uno dei più comuni è quello degli Otto Naraka Freddi e Otto Naraka Caldi.

###### Naraka Freddi
- Arbuda – la "vescica" Naraka
- Nirarbuda – la "vescica bruciata" Naraka
- Aṭaṭa – il Naraka dei brividi
- Hahava – il Naraka dei lamenti
- Huhuva – il Naraka dove digrignano i denti
- Utpala – il "loto blue" Naraka
- Padma – il "loto" Naraka
- Mahāpadma – il "grande loto" Naraka

Ogni vita in questi Narakas è 20 volte più lunga di quella precedente.

###### Naraka Caldi
- Sañjīva – il Naraka del "rivivere" . La vita in questo Naraka è lunga162*1010 anni.
- Kālasūtra – il del Naraka del "filo nero" . La vita in questo Naraka è lunga 1296*1010 anni.
- Saṃghāta – Il Naraka della "frantumazione" . La vita in questo Naraka è lunga 10.368*1010 anni.
- Raurava – Il Naraka degli "urli". La vita in questo Naraka è lunga 82.944*1010 anni.
- Mahāraurava – il Naraka dei "grandi urli". La vita in questo Naraka è lunga 663.552*1010 anni.
- Tapana – il "caldo" Naraka. La vita in questo Naraka è lunga 5.308.416*1010 anni.
- Pratāpana – il Naraka del "grande caldo". La vita in questo Naraka è lunga 42.467.328*1010 anni.
- Avīci – il Naraka "ininterrotto". La vita in questo Naraka è lunga 339.738.624*1010 anni.

#### Le fondamenta della Terra
Tutte le strutture della terra, Sumeru e il resto, si estendono verso il basso fino ad una profondità di 80.000 yojana  sotto il livello del mare - la stessa altezza che ha Sumeru sopra il livello del mare. Sotto c'è uno strato di "terra d'oro", una sostanza compatta che è abbastanza solida per sostenere il peso del Sumeru. Si tratta di 320.000 yojana in profondità e si estende così a 400.000 yojana sotto il livello del mare. Lo strato di terra d'oro, a sua volta poggia su uno strato di acqua, che è 8.000.000 yojana in profondità, scendendo a 8.400.000 yojana sotto il livello del mare. Sotto lo strato di acqua c'è un "circolo di vento", che è 16.000.000 yojana in profondità e anche molto di più in estensione, sopportando il peso di 1.000 mondi diversi su di esso.

### Cosmologia Sahasra
Mentre la cosmologia verticale descrive la disposizione dei mondi verticalmente, la cosmologia sahasra (sanscrito: "migliaia")  descrive come sono raggruppati orizzontalmente. I quattro cieli del Kāmadhātu, come detto, occupano uno spazio limitato che non supera la cima del monte Sumeru. I tre mondi-Brahma, tuttavia, si estendono per quanto riguarda il monte-muro di Cakravāḍa, riempiendo l'intero cielo. Questo gruppo di mondi, da Mahābrahmā fino alle fondamenta d'acqua, costituiscono un unico sistema-mondo e corrisponde al punto dell'universo che viene distrutto dal fuoco alla fine di una mahākalpa.
Sopra Mahābrahmā ci sono i mondi dell'Ābhāsvara. Questi non sono solo più alti, ma anche più ampi in quanto, coprono 1.000 distinti sistema-mondo, ognuno con il suo Sumeru, Cakravāḍa, Sole, Luna, ed i quattro continenti. Questo sistema di 1.000 mondi si chiama Sahasra-cūḍika-lokadhātu, o "piccolo chiliocosmo "e corrisponde al punto dell'universo che viene distrutto dall'acqua alla fine di 8 mahākalpa.
Sopra i mondi dell'Ābhāsvara ci sono i mondi del Śubhakṛtsna, che coprono 1.000 chiliocosmi o 1.000.000 di sistemi-mondo. Il sistema più grande si chiama 'dvisāhasra-madhyama-lokadhātu', o "medio dichiliocosmo". Esso corrisponde al punto dell'universo che viene distrutto dal vento alla fine di 64 mahākalpa.
Allo stesso modo, al di sopra dei mondi del Śubhakṛtsna, ci sono i mondi Bṛhatphala che coprono 1.000 dichiliocosmi, o 1.000.000.000 di sistema-mondo. Il più grande gruppo si chiama 'trisāhasra-mahāsāhasra-lokadhātu' o "grande trichiliocosmo".

## Cosmologia Temporale
La cosmologia temporale buddista descrive come l'universo nasce e si dissolve. Come altre cosmologie indiane si assume che esista un arco di tempo infinito e ciclico. Ciò non significa che gli stessi eventi si verifichino in modo identico ad ogni ciclo, ma semplicemente che, come con i cicli del giorno e della notte o dell'estate e dell'inverno, certi eventi naturali si verificano più volte ciclicamente per dare una struttura al tempo.
L'unità di base della misurazione del tempo è il mahākalpa o "Grande Eone". La durata esatta di questo tempo in anni umani non è mai stata definita esattamente, ma è calcolata ad essere molto lunga, da misurare in miliardi di anni, se non di più.
Un  mahākalpa è diviso in quattro kalpa o "eoni", ciascuno contraddistinto dagli altri per la fase particolare dell'evoluzione dell'universo di ogni kalpa. I quattro kalpa sono:
- Vivartakalpa o "Eone dell'evoluzione" - nel corso di questo kalpa l'universo viene all'esistenza.
- Vivartasthāyikalpa o "Eone di evoluzione e durata" - nel corso di questo kalpa l'universo continua a esistere in uno stato stazionario.
- Saṃvartakalpa o "Eone di dissoluzione" - nel corso di questo kalpa l'universo si dissolve.
- Saṃvartasthāyikalpa o "Eone di dissoluzione e durata" - nel corso di questo kalpa l'universo rimane in uno stato di vuoto.

Ognuno di questi kalpa è diviso in 20 antarakalpa (Pāli antarakappa, "dentro gli eoni") ciascuno di circa la stessa lunghezza. Per il Saṃvartasthāyikalpa questa divisione è solo nominale in quanto non cambia nulla da un antarakalpa all'altro, mentre per gli altri tre kalpa segnano un ulteriore ciclo interno all'interno del kalpa.

### Vivartakalpa
Il Vivartakalpa inizia con il sorgere del vento primordiale, che inizia con il processo di costruzione delle strutture dell'universo che era stata distrutta alla fine del precedente mahākalpa. Come può variare la portata di questa distruzione, la natura di questa evoluzione può variare pure, ma ci vuole sempre la forma di esseri provenienti da un mondo superiore che nascono in un mondo inferiore. L'esempio di un Mahābrahmā, che è la rinascita di un defunto deva dell'Ābhāsvara,  è solo un esempio di questo, e continua per tutta la Vivartakalpa fino a quando tutti i mondi sono riempiti dalla Brahmaloka fino agli inferni Naraka. Durante la Vivartakalpa i primi esseri umani appaiono, non sono come gli uomini di oggi, ma sono esseri che brillano di luce propria, in grado di muoversi attraverso l'aria senza nessun ausilio meccanico, vivendo per un tempo molto lungo, e non richiedono nessun sostentamento difatti sono più simili a un tipo di divinità inferiore rispetto agli uomini di oggi.
Nel corso del tempo acquistano un gusto per il nutrimento fisico, e quando lo consumano, i loro corpi diventano più pesanti e sempre più simili ai corpi umani perdendo la loro capacità di brillare, e cominciare ad acquisire le differenze nel loro aspetto, e la loro durata di vita diminuisce. Essi si differenziano in due sessi e cominciano a diventare sessualmente attivi. Poi l'avidità, il furto e la violenza nascono tra di loro, e si stabiliscono distinzioni sociali e di governo e si necessita di eleggere un re per governarli, di nome Mahāsammata, "il grande designato". Alcuni di loro iniziano a cacciare e mangiare la carne degli animali, che sono ormai venuti in esistenza.

### Vivartasthāyikalpa

#### Primo antarakalpa
ll Vivartasthāyikalpa inizia quando il primo essere è nato nel Naraka, riempiendo così l'intero universo con gli esseri. Durante il primo antarakalpa di questo eone le vite umane sono in declino da un vasto, ma non specificato, numero di anni (almeno diverse decine di migliaia di anni) verso la vita moderna a meno di 100 anni. All'inizio dell'antarakalpa, le persone sono ancora generalmente felici. Vivono sotto il dominio di un monarca universale o il "re che gira la ruota " (Cakravartin). Il Mahasudassana-sutta (DN.17) racconta la vita di un re cakravartin, Mahasudassana (sanscrito: Mahāsudarśana) che ha vissuto 336.000 anni. Il Cakkavatti-Sihanada-sutta (DN.26) narra di una dinastia successiva di cakravartin,Daḷhanemi (sanscrito: Dṛḍhanemi) e di cinque dei suoi discendenti, che hanno avuto una durata di vita di oltre 80.000 anni. Il settimo di questa linea di cakravartin ha rotto con le tradizioni dei suoi antenati, il rifiuto di abdicare dalla sua posizione a una certa età, passando il trono a suo figlio, per iniziare la vita Sramana. Come risultato del suo malgoverno c'è l'aumento della povertà, e a causa di questo inizia il furto, che porta all'istituzione della pena capitale, e come conseguenza di questo nasce il disprezzo per la vita, e gli omicidi e gli altri crimini hanno iniziato a dilagare.
La durata della vita umana ora è rapidamente scesa dagli 80.000 ai 100 anni, a quanto sembra la diminuzione è di circa la metà per ogni generazione (questo forse non è da prendere alla lettera), mentre con ogni generazione di altri crimini i mali continuano ad aumentare e fioriscono la menzogna, l'avidità, l'odio, la cattiva condotta sessuale e la mancanza di rispetto per gli anziani. Durante questo periodo, secondo il Mahāpadāna-sutta (DN.14) hanno vissuto tre dei quattro Buddha in questo antarakalpa che sono: Krakucchanda Buddha (Pali: Kakusandha), nel momento in cui la durata della vita era 40.000 anni; Kanakamuni Buddha (Pali: Konāgamana) quando la vita era di 30.000 anni, e Kasyapa Buddha (Pali: Kassapa) quando la durata della vita era di 20,000 anni.
Il nostro momento è considerato verso la fine della prima parte di questo antarakalpa Vivartasthāyikalpa, quando la durata della vita è meno di 100 anni, dopo la vita di Buddha Sakyamuni (Pali: Sakyamuni), che visse fino all'età di 80 anni.
Il resto dell'antarakalpa è profetizzato che sarà infelice infatti la durata della vita continuerà a diminuire, e tutte le cattive tendenze del passato raggiungeranno il loro massimo in termini di distruttività. La gente non vivere più di dieci anni, e si sposeranno a cinque; il cibo sarà povero e insapore e nessuna forma di moralità verrà riconosciuta. Le persone più sprezzanti e odiose diventeranno i dominatori. L'incesto sarà dilagante. L'odio tra le persone, anche tra i membri della stessa famiglia, crescerà fino a quando la gente penserà agli altri come fanno i cacciatori con le loro prede.
Alla fine di tutto questo ne nascerà una grande guerra dove i più ostili e aggressivi si armano e vanno a uccidersi a vicenda. I meno aggressivi si nascondono nelle foreste e in altri luoghi segreti, mentre la guerra infuria. Questa guerra segna la fine del primo antarakalpa.

#### Secondo antarakalpa
Alla fine della guerra, i sopravvissuti usciranno dai loro nascondigli e si pentiranno delle loro cattive azioni. Mentre si inizia a fare del bene, la loro durata di vita aumenta, e così anche la salute e il benessere della razza umana aumenterà. Dopo un lungo periodo di tempo, i discendenti di coloro che vivevano al massimo per 10 anni di vita vivranno per 80.000 anni, e in quel momento ci sarà un re di nome cakravartin Sankha. Durante il suo regno, il bodhisattva corrente che attualmente risiede nel paradiso Tusita scenderà e rinascerà sotto il nome di Ajita. Egli entrerà nella vita di un Sramana e passerà alla perfetta illuminazione come un Buddha, ed egli sarà poi conosciuto con il nome di Maitreya (Pali: Metteyya).
Dopo il tempo di Maitreya, il mondo peggiorerà di nuovo, e la durata della vita diminuirà di nuovo progressivamente da 80.000 a 10 anni, e ogni antarakalpa sarà separato dal successivo da una guerra devastante, con punte di alta civiltà e di moralità nel mezzo. Dopo il 19º antarakalpa, la durata della vita umana aumenterà a 80.000 anni e poi non diminuirà più, perché la Vivartasthāyikalpa sarà giunta al termine.

### Saṃvartakalpa
Il Saṃvartakalpa inizia quando gli esseri cessano di essere nati nel Naraka. La cessazione di nascita poi procede in ordine inverso alla cosmologia verticale, vale a dire che poi cessano di nascere i preta, poi gli animali, poi gli esseri umani, e così via fino ai regni delle divinità.
Quando questi mondi fino alla Brahmaloka saranno privi di abitanti, un grande fuoco consumerà l'intera struttura fisica del mondo. Bruceranno tutti i mondi al di sotto del mondo Ābhāsvara. Quando saranno distrutti, il Saṃvartasthāyikalpa comincia.

### Saṃvartasthāyikalpa
Non c'è niente da dire sulla Saṃvartasthāyikalpa, dato che non succede nulla al di sotto dei mondi dell'Ābhāsvara. Si conclude quando il vento primordiale comincia a soffiare e a costruire di nuovo la struttura dei mondi.

### Altre distruzioni
La distruzione da fuoco è il tipo normale di distruzione che si verifica alla fine del Saṃvartakalpa. Ma ogni ottavo mahākalpa, dopo sette distruzioni di fuoco, vi è una distruzione di acqua. Questo è più devastante della precedente, in quanto non solo elimina i mondi di Brahma ma anche i mondi dell'Ābhāsvara.
Ogni 64 mahākalpa, dopo 56 distruzioni di fuoco e 7 distruzioni di acqua, c'è una distruzione dal vento. Questo è la più devastante di tutti, in quanto distrugge anche i mondi del Śubhakṛtsna. I mondi superiori a questi non vengono mai distrutti.

## La visione Mahayana
Il Buddismo Mahayana accetta la cosmologia come sopra. Ma loro credono che ci siano terre pure in mondi in cui i Buddha  ed i bodhisattva  insegnano agli esseri senzienti in forme umane. Una cosmologia con qualche differenza è ulteriormente spiegata nei Mondi, capitolo 5 del Sutra dell'Avatamsaka Sutra.